# تي جي في (بي أو أس)
تي جي في (بالفرنسية: TGV POS)‏ هو قطار كهربائي فرنسي فائق السرعة وتبلغ السرعة القصوى 574 كم/في الساعة، صنع عن طريق الشركة الفرنسية ألستوم 

## الميزة
يتميز هذا القطار بأنه من أسرع قطارات العالم فقد تبلغ سرعته القصوى 574 كم/في الساعة.

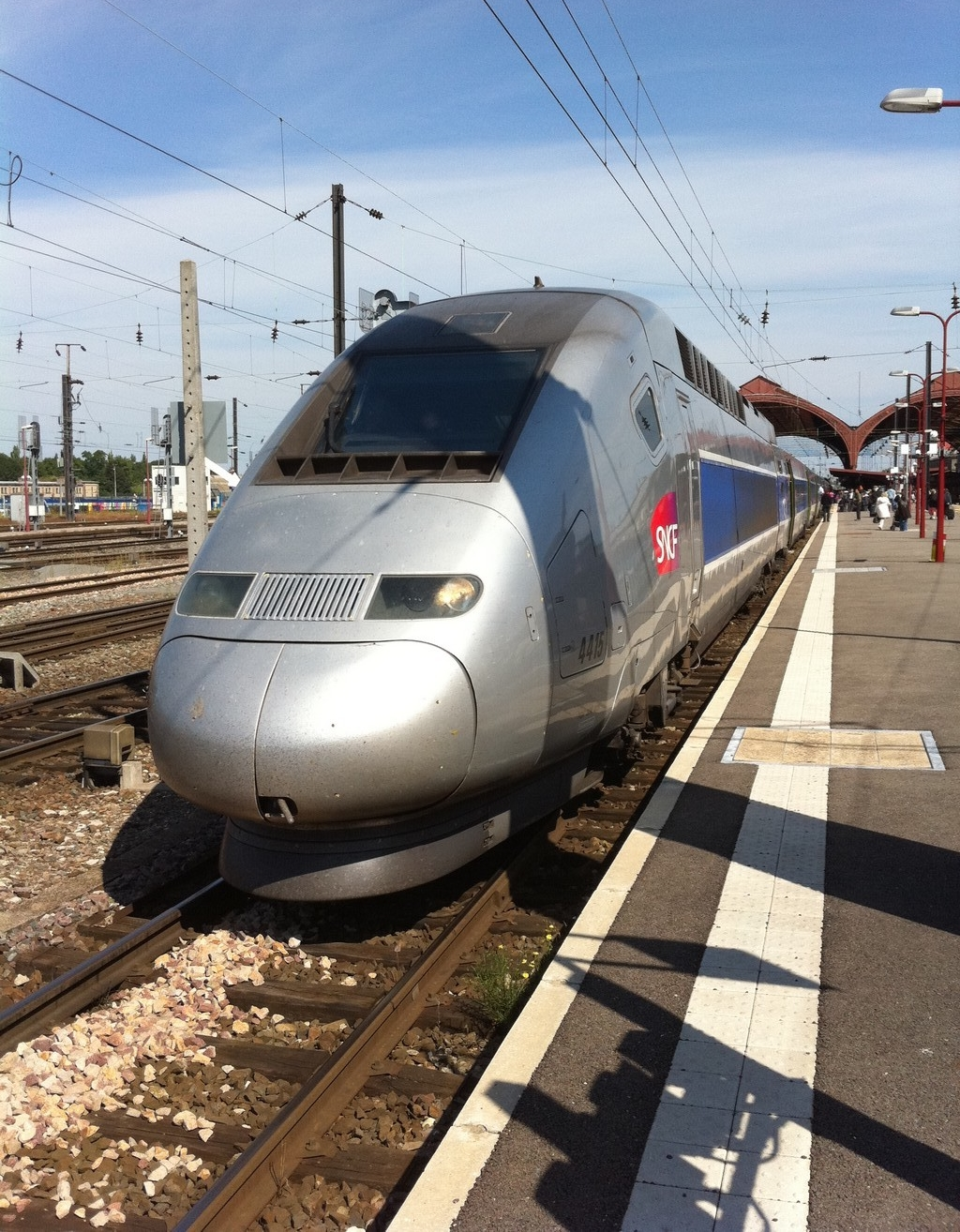
صورة للقطار في مدينة ستراسبورغ